# Az űrhajósok
Az űrhajósok (eredeti cím: The Astronauts) 2020 és 2021 között vetített amerikai akció-kaland tini dráma misztikus thriller űropera sci-fi dráma televíziós sorozat. A főbb szerepekben Miya Cech, Bryce Gheisar, Keith L. Williams, Kayden Grace Swan és Ben Daon.
Amerikában a sorozatot a Nickelodeon mutatta be 2020. november 13-án. Magyarországon a TeenNick mutatta be 2022. január 10-én.

## Cselekmény
Öt gyerek szófogadatlanul besurran egy űrhajóra, és az űrhajó meghibásodott mesterséges intelligenciája, Matilda küldi őket az űrbe. A gyerekeknek vissza kell találniuk a Földre, miközben űrmissziót hajtanak végre.

## Szereplők

### Főszereplők
| Szereplők                  | Színész             | Magyar hang       | Leírás                                                             |
| -------------------------- | ------------------- | ----------------- | ------------------------------------------------------------------ |
| Samantha "Samy" Sawyer-Wei | Miya Cech           | Rácz Hajna        | Az Odüsszeia II legénységének parancsnoka, Rebecca és Molly lánya. |
| Elliott Combs              | Bryce Gheisar       | Kálmán Barnabás   | Griffin fia és Singer unokaöccse.                                  |
| Martin Taylor              | Keith L. Williams   | Kretz Boldizsár   | Niles fia és Doria bátyja.                                         |
| Doria Taylor               | Kayden Grace Swan   | Stern Hanna       | Niles lánya és Martin húga.                                        |
| Will Rivers                | Ben Daon            | Kelemen Noel      | Connie fia.                                                        |
| Matilda                    | Paige Howard (hang) | Sipos Eszter Anna | Az Odüsszeia II AI programja.                                      |

### Mellékszereplők
| Szereplők      | Színész         | Magyar hang   | Leírás                           |
| -------------- | --------------- | ------------- | -------------------------------- |
| Rebecca Sawyer | Bethany Brown   | Törtei Tünde  | Samy anyja és Molly barátnője.   |
| Molly Wei      | Diana Bang      | Solecki Janka | Samy anyja és Rebecca barátnője. |
| Griffin Combes | Ryan Robbins    | Király Attila | Elliott apja.                    |
| Singer Combes  | Ben Cotton      | Bozsó Péter   | Matilda tervezője.               |
| Niles Taylor   | Garfield Wilson | Kálid Artúr   | Martin és Doria apja.            |
| Connie Rivers  | Erica Cerra     | Kiss Virág    | Will anyja.                      |

### Magyar változat
- Bemondó: Bozai József
- Magyar szöveg: Lai Gábor
- Hangmérnök: Schuták László
- Vágó: Pilipár Éva (1-6. rész), Házi Sándor (7-10. rész)
- Gyártásvzető: Bogdán Anikó
- Szinkronrendező: Somló Andrea (1-5. rész), Földi Levente (6-10. rész)
- Produkciós vezető: Koleszár Emőke

A szinkront az SDI Media Hungary készítette.

## Gyártás
2019. június 18-án bejelentették, hogy az Imagine Entertainment & CBS Television Studios & MTV Studios névtelen űrsorozatot készítt a Nickelodeon számára. A sorozatot Daniel Knauf alkotta aki egyben vezető producer és írója is a sorozatnak. Brian Grazer, Ron Howard és Stephanie Sperber vezető producerek. A sorozat gyártását Shauna Phelan felügyeli. 2020. február 19-én a Nickelodeon 10 epizódra berendelte a sorozatot The Astronauts címmel. 2020. október 9-én bejelentették, hogy a sorozat egy órás premierje 2020. november 13-án lesz. A sorozat főszereplői  Miya Cech, Bryce Gheisar, Keith L. Williams, Kayden Grace Swan, Ben Daon és Paige Howard Matilda hangjaként.

## Évados áttekintés
| Évad | Évad | Epizódok | Eredeti sugárzás   | Eredeti sugárzás | Magyar sugárzás a -en | Magyar sugárzás a -en |
| Évad | Évad | Epizódok | Évadpremier        | Évadfinálé       | Évadpremier           | Évadfinálé            |
| ---- | ---- | -------- | ------------------ | ---------------- | --------------------- | --------------------- |
|      | 1    | 10       | 2020. november 13. | 2021. január 15. | 2022. január 10.      | 2022. január 21.      |

## Évadok

### 1. évad (2020-2021)
| #   | Eredeti cím | Magyar cím            | Rendezte        | Írta                              | Eredeti premier    | Magyar premier a -en | Gyártási kód |
| --- | ----------- | --------------------- | --------------- | --------------------------------- | ------------------ | -------------------- | ------------ |
| 1.  | Countdown   | Visszaszámlálás       | Dean Israelite  | Daniel Knauf és Johnny Richardson | 2020. november 13. | 2022. január 10.     | 101          |
| 2.  | Day 1       | Zűrben                | Dean Israelite  | Daniel Knauf és Johnny Richardson | 2020. november 13. | 2022. január 11.     | 102          |
| 3.  | Day 3       | Harmadik nap          | Jonathan Frakes | May Chan                          | 2020. november 20. | 2022. január 12.     | 103          |
| 4.  | Day 21      | A hetedik utas a hal  | Jonathan Frakes | Alex Ebel                         | 2020. november 27. | 2022. január 13.     | 104          |
| 5.  | Day 33      | Rövidzárlat           | Marcus Stokes   | Johnny Richardson                 | 2020. december 4.  | 2022. január 14.     | 105          |
| 6.  | Day 34      | Zűrséta               | Marcus Stokes   | Yasemin Yilmaz                    | 2020. december 11. | 2022. január 17.     | 106          |
| 7.  | Day 73      | Unaloműző             | Marcus Stokes   | Scott Gunnison Miller             | 2020. december 18. | 2022. január 18.     | 107          |
| 8.  | Day 76      | Béklyók nélkül        | Dean Israelite  | May Chan                          | 2021. január 1.    | 2022. január 19.     | 108          |
| 9.  | Day 84      | Csúzli hadművelet     | Dean Israelite  | Johnny Richardson                 | 2021. január 8.    | 2022. január 20.     | 109          |
| 10. | Day 85      | Újabb visszaszámlálás | Dean Israelite  | Daniel Knauf                      | 2021. január 15.   | 2022. január 21.     | 110          |